# Калабария
Калабария (лат. Calabaria reinhardtii) — вид неядовитых змей из семейства ложноногих, выделяемый в монотипный род калабарий (Calabaria). Распространён в Западной Африке.

## Внешний вид
Длиной до 1 м, живёт во влажных лесах. Эта змея приспособлена к роющему образу жизни, что выражается в строении маленькой головы, с редуцированными щитками и небольшими глазами, в цилиндрической форме очень мускулистого тела и в малых размерах хвоста. Окраска калабарии невзрачна — по красновато-коричневому фону разбросаны мелкие розовые пятнышки. Кончик головы и кончик хвоста сверху почти чёрные.

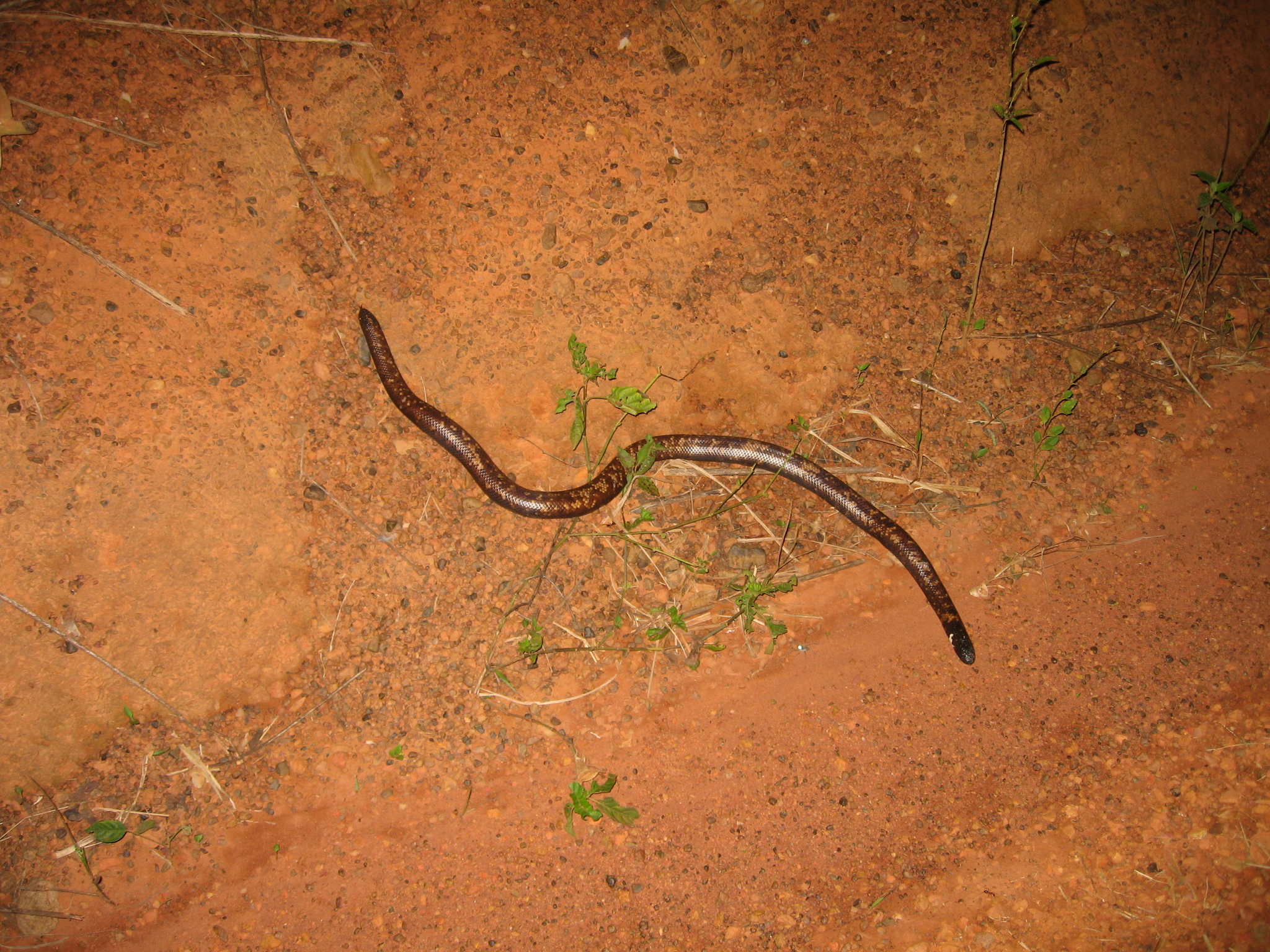
Общий вид калабарии

## Образ жизни
Живёт в густых и влажных лесах. Роясь в лесной подстилке, калабария держит голову вниз, а хвост в это время приподнят над землёй и слегка покачивается из стороны в сторону. Таким образом, конец хвоста имитирует голову, чем способствует и его чёрная окраска, иногда к тому же с белым «шейным» колечком. Очевидно, такая мимикрия нередко выручает калабария при нападении хищников. Местные жители считают калабарию «двухголовой змеёй» и по этой причине очень боятся её. Любопытен и другой защитный приём калабарии, аналогичный таковому королевского питона: в случае опасности калабария скручивается в тугой шар, пряча голову внутрь, и развернуть её очень трудно.